# Gnorimosphaeroma paradoxa
Gnorimosphaeroma paradoxa är en kräftdjursart som först beskrevs av Nunomura1988.  Gnorimosphaeroma paradoxa ingår i släktet Gnorimosphaeroma och familjen klotkräftor. Inga underarter finns listade i Catalogue of Life.